# Rosenvangs Allé
Rosenvangs Allé er en længere byvej i Aarhus beliggende mellem Skanderborgvej i Kongsvang og Oddervej i bydelen Højbjerg. Fra vest til øst passerer vejen Rosenvangskolen, Fredenskirken, Fredensvang Runddel og et par mindre sideveje til Kragelundskolen.
I ældre tid var Rosenvangs Allé kendt for sine mange små butikker, bl.a. købmænd, slagtere og ismejerier.